# Старое (Бориспольский район)
Ста́рое (укр. Старе) — село, входит в Бориспольский район Киевской области Украины.

## История
Население по переписи 2001 года составляло 2945 человек.
В 2002 году было возбуждено дело о банкротстве находившегося здесь сахарного завода.

## Местный совет
08362, Киевская обл, Бориспольский р-н, с. Старое, ул. Советская, 49а